# 五皇山掌突蟾
五皇山掌突蟾（学名：Leptobrachella wuhuangmontis），一种于中华人民共和国广西壮族自治区浦北县五皇山地区发现的两栖动物，隶属于角蟾科掌突蟾属。其种加词“wuhuangmontis”意为“五皇山的”。

## 形态特征
五皇山掌突蟾雄蟾头体长25.6～30毫米，雌蟾头体长33～36毫米。身体背部皮肤粗糙，呈灰紫色，具有明显的深棕色斑纹，并散布橙色的不规则斑块；指，小臂，跗部，大腿和小腿的背面皮肤有棕色的横条纹；腹部呈灰白色，散布白色和黑色的小斑点。虹膜双色，上半部分为铜黄色，下半部分为银色。

## 保护
本种于2023年被收录入《有重要生态、科学、社会价值的陆生野生动物名录》。